# كريس كناب
كريس كناب (بالإنجليزية: Chris Knapp)‏ هو لاعب كرة قاعدة أمريكي، ولد في 16 سبتمبر 1953 في Marine Corps Air Station Cherry Point ‏ في الولايات المتحدة.

## وصلات خارجية
- كريس كناب على موقع دوري كرة القاعدة الرئيسي (الإنجليزية)
- كريس كناب على موقعبيزبول رفرنس.كوم (الدوري الرئيسي) (الإنجليزية)
- كريس كناب على موقعبيزبول رفرنس.كوم (الدوري الثانوي) (الإنجليزية)
- كريس كناب على موقع إي إس بي إن.كوم (أم.أل.بي) (الإنجليزية)
- كريس كناب على موقع مشجعي الرسوم البيانية (الإنجليزية)